# 角田克
角田 克（つのだ かつ、1965年 - ）は、日本の新聞記者、実業家。朝日新聞社代表取締役社長CEO。
群馬県渋川市出身。

## 来歴
群馬県立前橋高等学校を経て、早稲田大学法学部卒業。早大在学中は登山に熱中していた。
1989年に朝日新聞社入社。
東京本社社会部長、執行役員編集担当兼ゼネラルマネジャー兼東京本社編集局長などを歴任し、2023年6月に専務取締役に就任。専務時代はコンテンツ・デジタル政策統括を務め、コンテンツ発信の改革などを推進した。
2024年6月より代表取締役社長。2025年6月より代表取締役社長CEO。